# Insani Kamil
Insani Kamil est un mot arabe littéraire signifiant « l'homme parfait »
C'est l'étape finale du chemin menant à la vérité dans la mystique musulmane, le tasawuf c’est-à-dire le soufisme.

## Description
Le concept d'Insani Kamil (arabe : الإنسان الكامل, al-insān al-kāmil) est un idéal central dans la mystique musulmane, plus précisément dans le soufisme. Il désigne l'homme parfait ou l'homme accompli, un être qui incarne pleinement les attributs divins, tout en restant humain.
Cette notion trouve son origine dans les écrits de grands mystiques musulmans, tels que Ibn Arabi, qui a largement développé cette idée dans ses œuvres. L'Insani Kamil est considéré comme le reflet parfait de l'essence divine et le médiateur entre Dieu et la création. Il représente une étape ultime du chemin spirituel (ṭarīq) que doit parcourir le disciple soufi pour atteindre la connaissance directe de Dieu (maʿrifa) et l'union avec Lui (ittiḥād).
Dans cette quête, l'Insani Kamil devient un modèle de vertu et un guide pour les autres, en manifestant à la fois la miséricorde divine et la sagesse universelle. Ce concept est également souvent lié à la figure du Prophète Muhammad, qui est vu par les soufis comme l'exemple parfait de l'homme divinement guidé.